# Museo de Mujeres Artistas Mexicanas
El Museo de Mujeres  (MUMA) es un museo virtual mexicano, que tiene como objetivo mostrar la labor de mujeres artistas de México, fundado por la fotógrafa Lucero González. Nació en 2008 a partir de la necesidad de mostrar el trabajo de mujeres mexicanas en distintos campos del arte y cuenta con un consejo consultivo que realiza, además de la labor curatorial que acompaña a las obras, investigación en torno a la producción artística de las expositoras.
La primera exposición del museo contó con la participación de obra de 50 artistas como Leonora Carrington, Lola Álvarez Bravo, Laura Anderson, Mariana Yampolvsky y Graciela Iturbide, y artistas feministas como Helen Escobedo, Marta Lamas, Silvia Navarrete y Lucero González, entre otras. Fue producido en un inicio por el apoyo de la Sociedad Mexicana Pro Derechos de la Mujer, AC, Semillas, y es un proyecto sin fines de lucro.
En 2015 el museo había expuesto la obra de 270 mujeres artistas mexicanas.

### Consejo consultivo
El consejo consultivo del proyecto es de tipo multidisciplinario y está integrado por:
| Angélica Abelleyra | Periodista                      |
| Grace Quintanilla  | Videoasta                       |
| Helen Escobedo †   | Artista Visual                  |
| Karen Cordero      | Historiadora de Arte            |
| Lorena Wolffer     | Performance                     |
| Lucero González    | Fotógrafa y Videoasta           |
| Magali Lara        | Pintora                         |
| Marta Palau        | Artista Visual                  |
| Mónica Mayer       | Performance                     |
| Pilar García       | Historiadora de Arte y Curadora |